# Маттерхорн-Пик (Колорадо)
Маттерхо́рн-Пи́к (англ. Matterhorn Peak) — гора в штате Колорадо, США. Она расположена в районе охраняемой природной территории Uncompahgre Wilderness, в северной части гор Сан-Хуан, округ Хинсдейл, в 15 км восточнее города Урей (англ. Ouray).
Её высота — 4 142 метров над уровнем моря. Она расположена в гребне между вершинами Веттерхорн-Пик (англ. Wetterhorn Peak, 4 272 м) и Анкомпагри Пик (4 363 м); на 3,2 км западнее вершины Анкомпагри Пик.
Маттерхорн-Пик и расположенный по соседству с ним Веттерхорн-Пик названы в честь, соответственно, гор Маттерхорн и Веттерхорн — двух знаменитых вершин в Швейцарских Альпах.
Обе вершины из Колорадо имеют форму остроконечных пиков (несколько напоминая этим горы, в честь которых названы), и их форма контрастирует с широкой вершиной более высокой горы Анкомпагри Пик (англ. Uncompahgre Peak, по названию одного из живших здесь индейских племён — анкомпагри, относившегося к народу юта).